# Ramiro II de León
Ramiro II de León, llamado el Grande (c. 898-León, enero de 951), fue rey de León entre 931 y 951. Sus enemigos musulmanes le llamaban el Diablo por su ferocidad y energía.
Hijo de Ordoño II, a la muerte de su padre y tras ayudar a su hermano Alfonso a llegar al trono deponiendo a su primo Alfonso Froilaz, hijo de su tío Fruela II, se hizo con el dominio del norte de Portugal (926), al que añadió el de Galicia cuando murió su hermano Sancho en 929.
Luchó activamente contra los musulmanes. Derrotó a las huestes del califa omeya Abderramán III en la batalla de Simancas (939).

## Biografía

### Juventud
Tercer hijo de Ordoño II y Elvira Menéndez. Siendo niño se encomendó su crianza y educación a Diego Fernández y a su esposa Onega, un poderoso matrimonio residente en las tierras del Duero y más tarde en las del valle del río Mondego —centro de un núcleo de repoblación agrupado en torno al infante Bermudo Ordóñez, hermano de Alfonso el Magno, de quien Onega pudo ser sobrina—. Ramiro se ganó en pocos años la admiración entusiasta de las gentes de guerra, creando en torno a su persona la imagen del caudillo inteligente y atrevido a cuyo espontáneo homenaje se fueron sumando romances, coplas, leyendas y relatos populares.
En 924 muere Ordoño II y hereda el trono su hermano Fruela II, que desplaza a los hijos de Ordoño II. Sin embargo, Fruela muere de lepra al cabo de un año, provocando un grave problema sucesorio que enfrentó a su propio hijo, Alfonso, con los hijos de Ordoño II. Alfonso Froilaz contaba con el apoyo de los nobles asturianos, mientras que Sancho, Alfonso y el propio Ramiro, los hijos de Ordoño II, tenían el respaldo de los magnates gallegos y portugueses, amén del apoyo del rey pamplonés Sancho I Garcés.

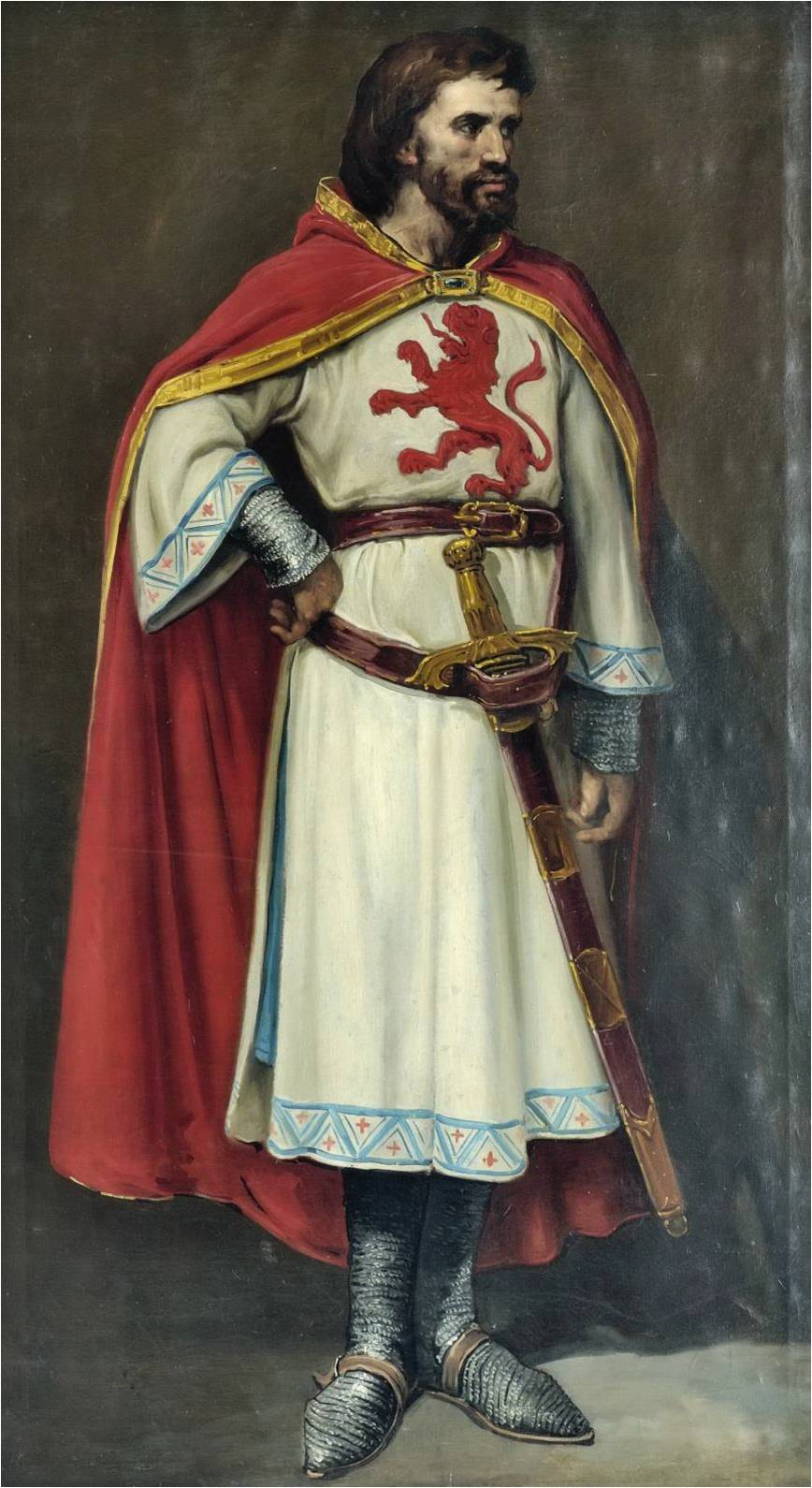
Retrato imaginario de Ramiro II de León, obra de José María Rodríguez de Losada.

La victoria correspondió a estos últimos, dividiéndose el reino:
- León, para Alfonso, segundogénito del rey Ordoño, que reinaría como Alfonso IV de León y disfrutaría de la primacía jerárquica sobre sus hermanos.
- Galicia, hasta el Miño, para el mayor, Sancho Ordóñez, con el título de rey.
- La zona entre los ríos Miño y Mondego, en el norte del actual Portugal, para Ramiro, también con título regio.

Bermudo Ordóñez y Diego Fernández murieron poco antes de 928, pero ya desde 926 el infante Ramiro se hacía cargo de la provincia, cuya frontera sur avanzó constantemente hasta llegar a la vista del Tajo desde sus centros principales de Viseo y Coímbra. Este territorio del norte del actual Portugal, con título de reino, fue adjudicado al joven Ramiro al finalizar la contienda sucesoria entre los Froilaz y los Ordóñez. El infante, que debía de contar por estos días los 25 años, estaba ya casado con Adosinda Gutiérrez, hija del conde Gutierre Osorio y Aldonza Menéndez, hermana del conde Osorio Gutiérrez.
Alfonso, el futuro monje, se coronó solemnemente en León el 12 de febrero de 926. Once días después Ramiro, su hermano, se hallaba ya en Viseo, capital de su pequeño reino, donde quiso dar el primer testimonio de su realeza y el primer reconocimiento público de su deuda de gratitud y afecto a sus padres nutricios, Diego Fernández y Onega, ahora representados por su hija Muniadona Díaz y Hermenegildo González, esposo de esta, a quienes donó la villa de Creximir próxima a Guimarães, solemnizando el acto con la presencia y suscripción de dieciséis personajes que debieron ser el selecto grupo de su séquito oficial.
En 929 muere su hermano Sancho y Ramiro es coronado rey de Galicia en Zamora, ciudad que inmediatamente convierte en su capital.
En junio de 931, la muerte de Oneca, esposa de Alfonso IV, sumió a este en una gran depresión, por lo que llamó a su hermano Ramiro para que se hiciera cargo del trono leonés, manifestando su intención de retirarse al monasterio de Sahagún para practicar la oración.

### Comienzo del reinado
Ramiro se hizo coronar en León, según la Nómina leonesa, el 6 de noviembre de 931. En 932 el nuevo rey se trasladó a Zamora con objeto de armar un gran ejército para socorrer a la ciudad de Toledo que le había pedido ayuda contra Abderramán III. Sin embargo, por entonces Alfonso IV ya se había arrepentido de su renuncia al trono. A finales del 932 o principios del año siguiente, Alfonso se apoderó de León en ausencia de su hermano, con la colaboración de los nobles de Castilla y los tres hijos del difunto rey Fruela. Enterado Ramiro II de tales movimientos por mensaje del obispo Oveco, a quien había encomendado el gobierno en su ausencia, marchó sobre León con sus tropas y partidarios e hizo detener y encerrar en un calabozo a su hermano.
La situación fue aprovechada por su primo Alfonso Froilaz y sus hermanos, los hijos del rey Fruela II el Leproso, para intentar acceder al poder. Sin embargo, Ramiro II contaba con el auxilio del conde de Castilla, Fernán González. En pocos días dominó la situación y persiguió a sus enemigos hasta Oviedo, donde los derrotó. Tras capturarlos, ordenó que les sacaran los ojos a todos, incluido a su hermano, y los confinaran en el monasterio de Ruiforco de Torío.

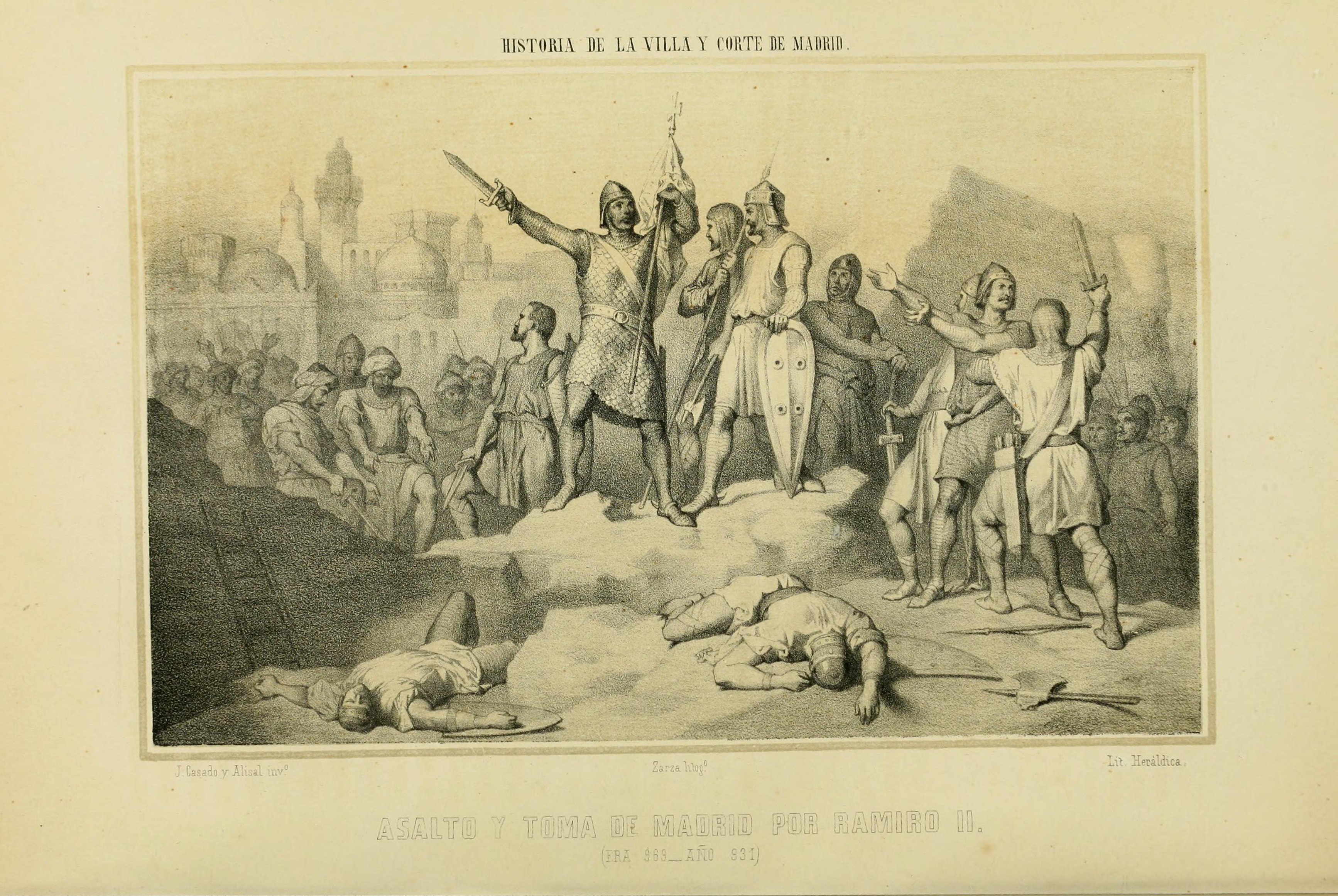
Ilustración idealizada del asalto y toma de Madrid por Ramiro II, publicada en el primer tomo de Historia de la Villa y Corte de Madrid (1860).

Una vez afianzado en el trono, Ramiro prosiguió el proceso de conquista territorial en el sur del reino. Comenzó conquistando la fortaleza omeya de Margerit, la actual Madrid, a mediados de 932, en su idea de liberar a Toledo. Pero ya ocupadas por al-Nasir, tiempo antes, las fortalezas de la margen derecha del Tajo, Ramiro solo pudo desmantelar las fortificaciones de Madrid y depredar sus tierras más próximas, de donde trajo numerosas gentes, mientras Abderramán entraba triunfalmente en Toledo el 2 de agosto.

### Campañas militares
Al comienzos del verano del año 933, el propio califa se presentaba con su ejército frente a San Esteban de Gormaz o Castromoros, de lo que Ramiro tuvo noticia por correos que le envió Fernán González. Una vez oído lo cual, según el cronista Sampiro, el rey puso en movimiento su ejército y salió contra ellos en un lugar llamado Osma, e invocando el nombre del Señor, mandó ordenar sus huestes y dispuso que todos los hombres se preparasen para el combate. El Señor le dio gran victoria, pues matando a buena parte de ellos y haciendo muchos miles de prisioneros trájolos consigo y regresó a su ciudad con señalado triunfo.
El verano de 934, otra poderosa aceifa cordobesa marchó sobre Osma. Avanzando por el corazón de Castilla, llegó hasta Pamplona, donde obtuvo la sumisión de la reina Toda Aznárez de Pamplona. Volvió luego sobre Álava, Burgos y el monasterio de Cardeña —donde dio muerte a 200 monjes—, comenzando a retroceder desde Hacinas acosado por guerrillas y emboscadas. Ramiro llegó al Duero cuando el ejército cordobés ya había alcanzado Burgos y Pamplona. Tomó sin gran esfuerzo la fortaleza de Osma y esperó allí el regreso de su enemigo, que marchaba por el mismo camino de entrada. Los Anales Castellanos Primeros, también llamados anteriormente Cronicón de San Isidoro,  resumen la acción que subsiguió: «Segunda vez vinieron los moros a Burgos, en la era 972 (año 934). Pero nuestro rey Ramiro les salió al encuentro en Osma y mató a muchos millares de ellos».
Tres años después veremos al rey leonés actuando en apoyo de Abu Yahya o Aboyaia, rey de Zaragoza, a quien el califa acusaba de traidor y culpable principal del desastre en Osma. El cronista Sampiro abrevia así los hechos:

Ramiro reuniendo su ejército se dirigió a Zaragoza. Entonces el rey de los sarracenos, Aboyaia, se sometió al gran rey Ramiro y puso toda su tierra bajo la soberanía de nuestro rey. Engañando a Abdarrahmán, su soberano, se entregó con todos sus dominios al rey católico. Y nuestro rey, como era fuerte y poderoso, sometió los castillos de Aboyaia, que se le habían sublevado, y se los entregó regresando a León con gran triunfo.

Sampiro omite que el monarca leonés dejó guarniciones navarras en estos castillos, pues Ramiro contaba con el concurso y alianza del rey de Pamplona.

### La gran ofensiva cordobesa

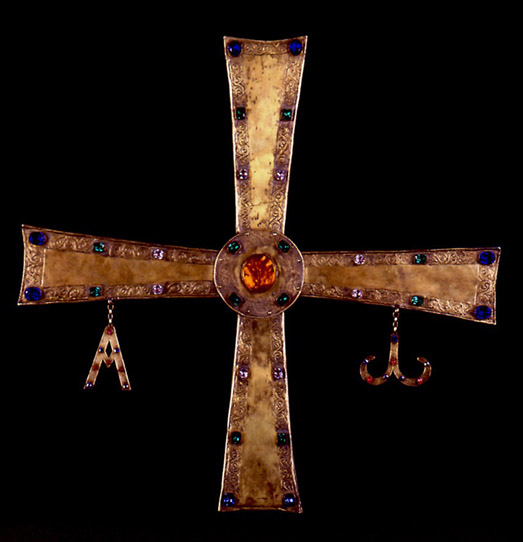
Cruz de Peñalba, mandada realizar por Ramiro II como agradecimiento por la intervención del apóstol Santiago en la batalla de Simancas.

Después de la pérdida de la estratégica Zaragoza, es fácil comprender la airada reacción del envanecido Abderramán III, tantas veces humillado y castigado por un rey cristiano tan notable como escaso en recursos. Tras cercar y conquistar Calatayud, Abderramán se apoderó uno tras otro de todos los castillos de la zona. Al llegar a las puertas de Zaragoza, Abu Yahya capituló, acción que el califa aprovechó para emplearlo en una ofensiva contra Navarra que concluyó en la capitulación de la reina Toda que se declaró vasalla del califa. La vuelta a Córdoba la realizó el califa por tierras castellanas, que arrasó sin que Ramiro, que junto los condes de Carrión acudió en auxilio del conde Fernán González, pudiese impedirlo.
En abril de 936, firmó una corta tregua con los cordobeses en la que se comprometía a no colaborar con el gobernador rebelde de Zaragoza, un tuyibí, y que rompió pocos meses después.
A comienzos de 939, penetró en territorio andalusí, quizás para socorrer a la plaza rebelde de Santarém, que las fuerzas califales habían tomado el 20 de enero, pero sus huestes fueron derrotadas por un caíd.

El califa Omeya concibió entonces un proyecto gigantesco para acabar de una vez por todas con el reino leonés, al que denominó gazat al-kudra o campaña del supremo poder. El Omeya reunió a más de cien mil hombres alentados por la llamada a la yihad. Desde la salida de Córdoba se dispuso que todos los días se entonase en la mezquita mayor la oración de la campaña, no con sentido deprecatorio, sino como anticipado agradecimiento de lo que no podía menos de ser un éxito incontrovertible.

A la cabeza de tan imponente fuerza militar, el califa cruzó el sistema Central, adentrándose en territorio leonés en el verano de 939. Ramiro II reunió una coalición navarra, leonesa y aragonesa que aniquiló a los ejércitos del califa en agosto de 939 en la batalla de Simancas, una de las más destacadas de todo el siglo X.
Abderramán III "escapó semivivo" dejando en poder de los cristianos un precioso ejemplar del Corán, venido de Oriente, con sus valiosas guardas y su maravillosa encuadernación, y hasta su inestimable cota de malla, tejida con hilos de oro, que el sobresalto del suceso no le dejó tiempo a vestir. Del campamento mahometano "trajeron los cristianos muchas riquezas con las que medraron Galicia, Castilla y Álava, así como Pamplona y su rey García Sánchez".
Esta victoria permitió avanzar la frontera leonesa del Duero al Tormes, repoblando lugares como Ledesma, Salamanca, Peñaranda de Bracamonte, Sepúlveda y Guadramiro. En los años 940 y 941, los leoneses firmaron dos treguas con los cordobeses, que habían reforzado a su vez las defensas de la Marca Media. Los pactos, sin embargo, no acabaron por completo con los choques entre los dos Estados. En 942 sus fuerzas acudieron a colaborar con el rey de Pamplona, recientemente batido por el gobernador tuyibí de Zaragoza —liberado el año anterior por los leoneses tras dos años de cautiverio—. El primer choque favoreció a los cristianos, pero el segundo, librado cerca de Tudela el 3 de abril, les fue adverso. En agosto el gobernador cordobés de Calatayud corrió tierras castellanas.

### La labor de gobierno
Además de obtener tan señeras victorias y extender las fronteras del reino desde el Duero hasta las cercanías del Tajo, Ramiro II estabilizó y fortaleció el entramado administrativo, completando la tarea de asentamientos mozárabes y su organización, que, en algunas comarcas, como la cuenca del Cea, fue dirigida personalmente por el rey.
Engrandeció la Corte con la creación del nuevo palacio real, la restauración del monasterio de San Claudio y la nueva implantación de los de San Marcelo y de San Salvador, contiguo al palacio real, todo ello bajo el patrocinio del monarca. Asimismo, se erigieron y dotaron convenientemente otros muchos monasterios en todo el territorio del reino.
Normalizó el desarrollo de las funciones administrativa y jurisdiccional, planificando los cuadros personales de la curia regia y de otras instituciones subordinadas. Veló incluso por la autenticidad de la vida cristiana. Con tal finalidad se celebró en los primeros días de septiembre de 946, por iniciativa del obispo Salomón de Astorga y bajo la presidencia personal del rey, la gran asamblea de Santa María del Monte Irago.

### El conflicto con Fernán González
En los últimos años de su reinado, Ramiro II tuvo que hacer frente a los afanes independentistas del condado de Castilla. Fernán González, que hasta entonces había sido la mano derecha del monarca, incurrió en la ira del soberano al violar la tregua con el califato omeya y hacer una incursión de saqueo.
Tras encargar la repoblación de Peñafiel y Cuéllar al conde Assur Fernández, distinguiéndole con la merced de conde de Monzón, Fernán González se sintió agraviado, porque tal condado taponaba la expansión de su territorio hacia el sur. Junto con el conde Diego Muñoz de Saldaña, se declararon en abierta rebeldía en 943.
Según Sampiro, "Fernán González y Diego Muñoz ejercieron tiranía contra el rey Ramiro, y aun prepararon la guerra. Mas el rey, como era fuerte y previsor, cogiólos, y uno en León y otro en Gordón, presos con hierros, los echó en la cárcel." Efectivamente, al año siguiente Fernán González estaba ya encarcelado y en Castilla había sido reemplazado por su rival, Assur Fernández y por el segundogénito del rey, el infante Sancho, a quien Assur Fernández serviría de ayo y consejero. Tras este descabezamiento, las aguas volvieron a su cauce en Castilla y se impuso la autoridad regia.
La prisión de Diego Muñoz, conde de Saldaña, pudo durar solo unos meses, mientras que la del conde de Castilla, Fernán González, debió de durar algún tiempo más, hasta la Pascua de 945. Ramiro II liberó al traidor, no sin antes hacerle jurar fidelidad y obligarle a renunciar a sus bienes. Para dar solemnidad a lo pactado, poco después se celebró la boda entre la hija del conde, Urraca Fernández, y su propio hijo y heredero, Ordoño.
Sin embargo, ya en libertad, Fernán González siguió proclamando su título condal, refugiado en la parte oriental de Castilla. Estas disensiones internas debilitaron el reino leonés, lo cual fue aprovechado por los mahometanos para lanzar varias aceifas de castigo con destino al reino cristiano. El arabista francés Lévi-Provençal sospechaba que durante estos años Fernán González pudo establecer algún tipo de amistad o de alianza con el califa de Córdoba. Las aceifas dejaron en paz a Castilla y se dirigieron hacia la zona occidental del reino. La de 940, capitaneada por Ahmed ben Yala, fue hacia la llanura leonesa; la de 944, mandada por Ahmed Muhammad ibn Alyar, penetró en el corazón de Galicia; la de 947 bajo el mando de Kand, un cliente del Califa, llevaba la misma dirección, aunque no logró pasar de Zamora; y la de 948 penetró hasta Ortigueira.
Con tantas expediciones en contra, tan pertinazmente dirigidas hacia el núcleo del reino, Ramiro II hubo de concentrarse en el Occidente de su reino, descuidando mucho las tierras castellanas, lo que fue aprovechado por Fernán González para recuperar todo lo perdido. Tanto recuperó que las |relaciones no tuvieron otra opción que la de «mejorar», incluso hasta restituirle los viejos honores con el título de conde. El infante Sancho regresó a León y Assur Fernández volvió a su condado de Monzón.

### El ocaso del rey
Sobrevinieron unos años de relativa tranquilidad, únicamente salpicados por las continuas aceifas musulmanas. En 950 el monarca leonés partió desde Zamora hacia su última aventura en tierras mahometanas, realizando una expedición de saqueo por el valle del Tajo en la que derrotó una vez más a las tropas califales en Talavera de la Reina, matando según Sampiro a doce mil musulmanes y apresando otros siete mil, además de obtener un rico botín.
El rey de León, físicamente decaído, fue sustituido por su hijo, el futuro Ordoño III, quien prácticamente se hizo cargo de los asuntos del reino. Al regreso de un viaje a Oviedo se vio aquejado de una grave enfermedad de la que no conseguiría recuperarse.
El último acto público de su vida fue su abdicación voluntaria en León, la tarde del día 5 de enero de 951, cuando el rey debía de contar unos 53 años. Creyéndose próximo a la muerte se hizo llevar a la iglesia de San Salvador de Palat del Rey, contigua al palacio. En presencia de todos se despojó de sus vestiduras y vertió sobre su cabeza la ceniza ritual, uniendo en el mismo acto la renuncia solemne al trono y la práctica de la penitencia pública in extremis con la misma fórmula que en su día pronunciara san Isidoro de Sevilla.
Falleció ese mismo mes, reinando ya su hijo Ordoño III de León.

## Sepultura
Recibió sepultura en la iglesia de San Salvador de Palat del Rey de la ciudad de León que formaba parte de un monasterio, hoy desaparecido, fundado durante el reinado de Ramiro II por su hija, la infanta Elvira Ramírez, que deseaba ser religiosa. En el mismo templo recibieron sepultura posteriormente los reyes Ordoño III y Sancho I de León.
Los restos mortales de los tres soberanos leoneses sepultados en la iglesia de San Salvador de Palat del Rey fueron trasladados posteriormente a la basílica de San Isidoro de León y colocados en un rincón de una de las capillas del lado del Evangelio, donde también yacían los restos de otros reyes, como Alfonso IV, y no en el panteón de Reyes de San Isidoro de León.

## Matrimonios y descendencia
Ramiro había casado primeramente con su prima hermana Adosinda Gutiérrez, hija del conde Gutierre Osorio y de Aldonza Menéndez, hija a su vez del conde Hermenegildo Gutiérrez y hermana de Elvira Menéndez, la madre del rey Ramiro. Ramiro y Adosinda fueron padres de:
- Bermudo, muerto en su niñez, poco antes de enero de 941.[16]
- Ordoño, que le sucedió en el trono como Ordoño III de León.[17]
- Teresa Ramírez, la segunda esposa del rey García Sánchez I de Pamplona.[a]

Repudiada Adosinda, seguramente por imposición de la ley canónica, el rey contrajo un segundo matrimonio entre 933 y 934 con Urraca Sánchez, hija de Sancho Garcés y de Toda Aznárez de quien tuvo otros dos hijos documentados:
- Sancho,[20] que sucedió a su hermano Ordoño III en el trono titulándose Sancho I de León.[21]
- Elvira Ramírez,[20] que profesó a temprana edad en el monasterio de San Salvador de Palat del Rey. Fallecida cerca de 986.[22]

## Semblanza del monarca
La personalidad histórica de este príncipe, una de las más destacadas y atrayentes figuras de la Edad Media, se nos presenta bajo el signo de un incesante quehacer: el mismo rasgo -labori nescius cedere: "no sabía descansar"- que, según la Historia silense, había caracterizado a Ordoño II, su padre.
Pese a su carácter temperamental, Ramiro II fue un hombre de una profunda religiosidad, que en documento de 21 de febrero de 934, con ocasión de confirmar a la sede compostelana los privilegios otorgados por sus predecesores, se expresaba así: De qué modo el amor de Dios y de su santo Apóstol me abrasa el pecho, es preciso pregonarlo a plena voz ante todo el pueblo católico.
| Predecesor: Alfonso IV | Rey de León 931-951 | Sucesor: Ordoño III |